# 24: The Game
24: The Game er et computerspil baseret på tv-serien 24 Timer. Spillet er eksklusivt til Sonys PlayStation 2-konsol og blev udviklet af Sony Computer Entertainments Cambridge Studios, og blev udgivet af 2K Games. 24: The Game finder sted mellem sæson 2 og 3 og de fleste hovedrolleindehavere fra de to sæsoner har lagt stemmer til deres egne figurer. Dette første forsøg i spilgenren tjener også som en bro over det store hul, der var i handlingen mellem anden og tredje sæson.